# Palmophyllaceae
Palmophyllaceae, porodica zelenih allga u razredu Palmophyllophyceae, smještena u vlastiti red Palmophyllales. Sastoji se od tri roda s ukupno 7 vrsta

## Rodovi
1. Palmoclathrus Womersley
2. Palmophyllum Kützing
3. Verdigellas D.L.Ballantine & J.N.Norris